# Gagliarda

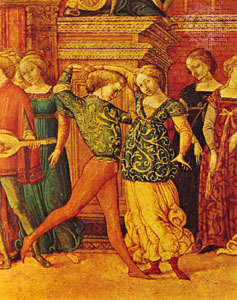
Gagliarda a Siena, XV secolo.

La gagliarda (gaillarde in lingua francese) fu una danza rinascimentale molto popolare, in tutta Europa, nel corso del XVI secolo. Essa è citata nei manuali di danza di Inghilterra, Francia, Spagna, Germania, Italia ed altri paesi. 

## Danza
Nella gagliarda i ballerini combinavano figure di passi che occupavano una o più misure di musica. In una misura in genere si eseguivano cinque passi saltati, infatti era chiamata anche "danza dei cinque passi", in francese danse des cinq pas. A volte questo è scritto in fonti inglesi come sinkapace. Questi passi sono: destra, sinistra, destra, sinistra, cadenza.
La gagliarda era una danza atletica, caratterizzata da salti, saltelli e altre figure simili. La caratteristica principale che definisce un passo di gagliarda è che gli ultimi due tempi sono composti da un grande salto che porta ad atterrare con una gamba davanti all'altra. Questo salto è chiamato "cadenza" e l'atterraggio finale è chiamato "posizione". Le fonti descrivono generalmente schemi di movimento a partire con il piede sinistro, poi ripetuto con il destro.
Alcuni tipi di gagliarda potevano durare anche il doppio del tempo, o più, comportando 11 passi o 17 e così via.
Solitamente la gagliarda veniva eseguita subito dopo la pavana, una danza lenta dall'andamento austero, in forma processionale, che apriva le danze. 
La gagliarda era uno dei balli favoriti dalla regina Elisabetta I d'Inghilterra, anche se era una danza vigorosa. Nel 1589 quando la regina aveva intorno ai 55 anni, John Stanhope della Camera Privy disse: "La regina danza sei o sette gagliarde in una mattinata, oltre alla musica e al canto è il suo esercizio preferito."
. L'altra danza di cui la regina era appassionata era la volta. 
I passi della gagliarda venivano utilizzati anche all'interno di altre forme di danza. Per esempio, i manuali di danza del XVI secolo degli italiani Fabrizio Caroso (1581) e Cesare Negri (1602), avevano spesso una sezione di gagliarde. Essa viene descritta anche da Antoine Arena nel suo Ad suos compagnones studiantes (1520 - 1530).
Un passo speciale che poteva essere utilizzato nel corso di una gagliarda era il "salto del fiocco", descritto nel manuale di Negri in diverse forme, che consisteva in un salto con una rotazione di 180 o 360 gradi, durante il quale il ballerino doveva toccare un nastro sospeso a diverse altezze. 

## Forma musicale
Le composizioni musicali in forma di gagliarda sembrano essere state scritte ed eseguite molto tempo dopo che la danza cadde in disuso presso il grande pubblico. Nelle composizioni musicali, la gagliarda era spesso inserita dopo un altro brano (pavana). Il distintivo ritmo in sei pulsazioni si sente ancora oggi in pezzi come God Save the Queen.